# 민족학 박물관 (네덜란드)
민족학 박물관(네덜란드어: Museum Volkenkunde)은 네덜란드의 자위트홀란트주 레이던에 위치하는 국립박물관이다. 박물관은 빌럼 1세(Willem I, 1772년~1843년)의 왕실 컬렉션 중 민족학 관련 소장품을 기초로 1837년에 개관하였다.

## 같이 보기
- 에도 도쿄 박물관